# فلیسیتی لوت
فلیسیتی لوت (انگلیسی: Felicity Lott؛ زادهٔ ۸ مهٔ ۱۹۴۷) یک خواننده اهل بریتانیا است.